# 홈 팜 FC
홈 팜 FC(영어: Home Farm FC)는 더블린의 화이트홀(Whitehall)을 연고로 하는 아일랜드의 축구 클럽이다. 현재는 리그 오브 아일랜드 렌스터 시니어 리그에 참가하고 있다.

## 성적
- FAI컵 우승 1회 (1974-75)